# Justin Dentmon
Justin Lorenzo Dentmon (Carbondale, 5 september 1985) is een Amerikaanse basketballer dat momenteel uitkomt voor Galatasaray Odeabank.